# エウシュリー
エウシュリー (Eushully) は、株式会社エウクレイアのアダルトゲームブランドである。北海道の札幌市に拠点を置く。姉妹ブランドに「アナスタシア (Anastasia) 」がある。

## 沿革
- 1998年1月 - 株式会社アーカムプロダクツ内の開発チームとして活動開始。
- 1999年1月 - 『戦女神』でデビュー。
- 2005年4月 - 独立して「有限会社エウクレイア」を設立。
- 2006年1月 - 姉妹ブランド「アナスタシア」が活動開始。
- 2009年7月 - 会社形態を株式会社に変更。
- 2011年4月 - 2010年秋に自社ビル（EUビル）を購入。本社を札幌市東区東苗穂7条3丁目から北区北20条西2丁目に移転。

## チームカラー
自他共に認める「大艦巨砲主義」ゲームメーカーである。主にRPGやシミュレーションRPGを製作しているが、一周（一回）のプレイで40時間を越えるシナリオ、登場するアイテム（拾得・売買・合成含む）の多さなど、やり込み要素が強い作品が多い。そのためか、1年にゲームソフト1本を製作するのが精一杯という状況である。2009年からはゴールデンウイーク向けに毎年4月末に発売している。
しかしながら、製作するゲームのほとんどがRPGやシミュレーションRPGであるというスタイルは、アダルト「ゲーム」と銘打ってはいるものの、ほとんどが「紙芝居」とも揶揄されるアドベンチャーゲームで占められている18禁ゲーム業界では特異な存在である。
エウシュリー、及びアナスタシアのゲームシステムは、「萌えゲーアワード」（旧美少女ゲームアワード）で2006年度〜2010年度のプログラム賞を受賞した。この実績と個人的な親交もあって、同業界のCIRCUSからヴァルキリーコンプレックスの監修を請け負っている。
エウシュリーの製作するゲーム作品は「ディル＝リフィーナ」（古代エルフ語で「二つの回廊の終わり」という意味を持つ）という架空のファンタジー世界の、特にラウルバーシュ大陸と呼ばれる場所を舞台にしたものがほとんどであり、「空帝戦騎」や同社別チームのアナスタシア製作の各タイトルとは異なる世界を舞台にしている。
なお、エウシュリーはゲーム性の強さゆえユーザからも成人向け作品であることを忘れられることもあり、ある作品からHシーンスキップ機能を入れたところ評判となり、2024年8月30日発売予定の『百千の定にかわたれし剋』ではHシーンをアペンドデータとして別売りする方針が立てられた。

## マスコットキャラクター
ゲーム2周目（まれに1周目またはアペンドから）から出てくるマスコットキャラクター。『蒼海の皇女』など登場しない作品もあり、『創刻のアテリアル』以降では該当マスコットキャラクターの声優が使われないためか登場しなくなっていた時期もあった（しかし、2014年の「天秤のLa DEA。戦女神MEMORIA」で全員揃い踏みで再登場）。ちなみに、ゲームによってマスコットキャラクターの役割は様々。
エウシュリーちゃん（『戦女神』より）
声 - ダイナマイト亜美
最も古参のメイド天使。ブラックエウシュリーちゃん登場からは区別のため「白メイド天使」（白エウ娘）と呼ばれる。掃除・洗濯・料理などの家事が大好きである。初登場のときは、箒とタワシを武器にして使っていた。この箒とタワシは想像を絶する破壊力で、一撃で倒れる敵キャラが多かった。『幻燐の姫将軍2』以降では装備が箒と魔導鎧による砲弾に変更されやや弱体化しているが、それでも破壊力は抜群である。砲弾はスカートの中から発射される。どういう構造になっているのかは不明。戦女神MEMORIAではエウシュリーちゃんだけが衣装一新されて、いつもの純粋なメイド服から海兵隊セーラー服チックな衣装（帽子付）となっている。
ブラックエウシュリーちゃん（『戦女神2』より）
声 - 青山ゆかり（姫狩りダンジョンマイスターのみ琴蕗麗子）
無愛想で投げやりな口調が特徴のメイド天使。エウシュリーちゃんに対して「黒メイド天使」（黒エウ娘）と呼ばれる。カップめんが大好き。家事一般は苦手で、そのためややズボラであり、エウシュリーちゃんとの関係が改善されてからは練習を積んでいるというが…。『戦女神2』においてエウシュリーちゃんの因縁の相手として当初は敵として登場する。攻撃力が異常なほど高くタワシやヤカンを一発当てられるだけで倒れてしまう。プレイヤーキャラとしても、箒、雑巾、タワシ、ヤカン、下着、ビールなどを使うといった通常ではありえない破壊力の高い攻撃をする。最近では、カップめんの個性からか武器がヤカンが主体となっている。
エウクレイアさん（『峰深き瀬にたゆたう唄』より）
声 - なし
最も新しいメイドマスコット。悩ましい巨乳のお姉さん。メイド天使長。両手に装備した木刀で瞬時に大根を輪切りにするなど武術の能力がズバ抜けている様子（『戦女神VERITA』でも物理攻撃能力が極めて高いキャラとなっている）。侍なイメージが強いためか、和服ベースのメイド衣装となっている。長い間、エウクレイアさんの家事などの描写は一切なかったが、「天秤のLa DEA。戦女神MEMORIA」にてはじめて4人勢ぞろいで掃除する描写（イベントCG）があり、エウクレイアさんがはたきで掃除する姿が描かれている。極度の恥ずかしがりやでしゃべる声がほとんど聞き取れず、主にエウシュリーちゃんが通訳する。そのためキャラクターボイスがあてられていない。じつは冥色の隷姫のスタッフルームにいたりする。Eカップ。
アナスタシア（ナス）（『空帝戦騎』より）
声 - 大波こなみ
空帝戦騎においては船の精霊として登場したが、雰囲気に合わない名前だったので、名前を縮められてしまった。その後は、マスコットキャラクターの仲間入りを果たすが、メイド見習いという肩書き上、他の3人に比べるとその地位は低いようである（4人同時登場する『戦女神VERITA』でも一番能力が低い）。本人は「ナス」の名前が気に入らないようで、他人が少しでも名前の話題に触れようものなら恐ろしいほどの殺気を放つ。また、ゲーム（『魔法が世界を救います!』『姫狩りダンジョンマイスター』など）によっては精霊体での登場のケースもある。戦女神VERITA内の情報によると、人間型（メイド）は仮の姿で、精霊体の方が本来の姿のようである。ただし『魔法が世界を救います』では、本人が魔法で精霊体にされた趣旨の発言をしており、かかっていた魔法を解くことによって人間型に戻る描写がある。

## 作品一覧
エウシュリー
| #   | 発売日         | タイトル                                  | 原画                                                 | シナリオ                           | 備考            |
| --- | -------------- | ----------------------------------------- | ---------------------------------------------------- | ---------------------------------- | --------------- |
| 1   | 1999年1月29日  | 戦女神                                    | ぱぴよん、麒麟麦酒、TAC（T∀C）                       | KAI                                |                 |
| 2   | 2000年6月9日   | めいどいんばに〜                          | 山本定吉                                             | KAI                                |                 |
| 3   | 2001年4月27日  | 幻燐の姫将軍                              | 鳩月つみき                                           | 小泉裕、鶴来カスミ                 | 廉/ダ           |
| 4   | 2002年10月25日 | 戦女神2 〜失われし記憶への鎮魂歌〜        | 鳩月つみき                                           | 秋谷里夫、天崎カケル               | 廉/ダ           |
| 5   | 2003年12月19日 | 幻燐の姫将軍2 〜導かれし魂の系譜〜        | 鳩月つみき                                           | 松江旺來                           | ダ/ア           |
| 6   | 2004年11月26日 | 空帝戦騎〜黄昏に沈む楔〜                  | 鳩月つみき、さえき北都、やくり、かにょ               | 高杉九郎                           | ダ              |
| 7   | 2005年9月16日  | 冥色の隷姫 〜緩やかに廃滅する青珊瑚の森〜 | 鳩月つみき                                           | 左右田たかひろ(仮)                 | 廉/ダ/ア        |
| 8   | 2006年8月25日  | 峰深き瀬にたゆたう唄                      | 鳩月つみき                                           | 松江旺來                           | 廉/ダ           |
| 9   | 2008年6月13日  | 戦女神ZERO                                | 鳩月つみき                                           | 矢田影見、松江旺來                 | ダ/ア           |
| 10  | 2009年4月24日  | 姫狩りダンジョンマイスター                | やくり                                               | 高杉九郎                           | ア/ダ           |
| 11  | 2010年4月23日  | 戦女神VERITA                              | 鳩月つみき                                           | 藤原組長、矢田影見、高杉九郎       | ア/ダ           |
| 12  | 2011年4月22日  | 神採りアルケミーマイスター                | やくり、鳩月つみき、みつき                           | 高杉九郎、八雲意宇、若葉           | ア/ダ/廉        |
| 13  | 2012年4月27日  | 創刻のアテリアル                          | みつき、やくり、鳩月つみき                           | 若葉、八雲意宇                     | ア/ダ           |
| 14  | 2013年4月26日  | 魔導巧殻 〜闇の月女神は導国で詠う〜       | やくり、みつき、鳩月つみき、よしだたくま             | 福山貴紀、箱十、平安京、飛行候補生 | ア/ダ           |
| 15  | 2014年4月25日  | 天秤のLa DEA。戦女神MEMORIA               | 鳩月つみき、やくり、みつき、うろ、よしだたくま       | 高杉九郎、矢田影見、箱十           | ア/ダ           |
| 16  | 2015年4月24日  | 神のラプソディ                            | みつき、やくり、うろ、よしだたくま                   | 高杉九郎、箱十、悠誠               | ア/ダ           |
| 17  | 2016年4月28日  | 珊海王の円環                              | やくり、夜ノみつき、うろ                             | 藤原組長、八雲意宇、如月聖         | ア/ダ           |
| 18  | 2017年5月26日  | 天結いキャッスルマイスター                | 夜ノみつき、やくり、うろ                             | 花咲樹木、藤原組長、八雲意宇       | ア/ダ           |
| 19  | 2018年11月30日 | 封緘のグラセスタ                          | やくり、夜ノみつき、うろ、よしだたくま(、鳩月つみき) | 花咲樹木、若葉祥慶、八雲意宇       | ア/ダ           |
| 20  | 2020年5月29日  | 天冥のコンキスタ                          | うろ、夜ノみつき、鳩月つみき                         | 如月聖、花咲樹木、坂元星日         | ア/ダ(同第一部) |
| 20A | 2021年2月26日  | 天冥のコンキスタ-魔族制圧編-              | うろ、夜ノみつき、やくり、鳩月つみき                 | 如月聖、花咲樹木、横比良こゆき     | ダ(同第二部)    |
| 21  | 2021年7月21日  | 天結いラビリンスマイスター                | 夜ノみつき、やくり、うろ                             | 花咲樹木、横比良こゆき             | ア/ダ           |
| 20B | 2022年7月29日  | 天冥のコンキスタ-天上決戦編-              | うろ、夜ノみつき、やくり、鳩月つみき                 | 如月聖、花咲樹木、横比良こゆき     | ダ(同第三部)    |
| 22  | 2024年8月30日  | 百千の定にかわたれし剋                    | やくり、うろ、よしだたくま、夜ノみつき               | 花咲樹木、横比良こゆき             | ア/ダ           |

アナスタシア
| # | 発売日        | タイトル                                    | 原画       | シナリオ | 備考 |
| - | ------------- | ------------------------------------------- | ---------- | -------- | ---- |
| 1 | 2006年5月26日 | 魔法が世界を救います!                       | やくり     | 高杉九郎 |      |
| 2 | 2007年5月18日 | みんな大好き子づくりばんちょう              | 鳩月つみき | HANABUSA |      |
| 3 | 2008年3月14日 | 蒼海の皇女たち                              | やくり     | 荒木瑛   | ダ   |
| 4 | 2009年12月4日 | 蒼海のヴァルキュリア 〜孤高の皇女ルツィア〜 | やくり     | 八雲意宇 |      |

※ 備考欄の「廉」は廉価版、「ダ」はダウンロード版、「ア」はアペンドディスク（またはアペンドデータ）があることを示す。

## 2ヵ年計画
2004年7月より、「2ヵ年計画」と銘打って、2年間で「空帝戦騎」、「冥色の隷姫」、「峰深き瀬にたゆたう唄」、「戦姫 EPISODE-4（開発コード）」の計4本のゲームソフトを世に送り出す計画を展開した。しかし、結果は上述の「作品一覧」に照らし合わせればわかる通り、2年間で発売2本（開発中1本）というものだった。
これには幾つかの理由が存在する。当時のエウシュリーは少人数の製作チームであり、手の掛かるプログラム等を外注で賄っていた。しかし、2ヵ年計画中に外注先の会社が大幅なリストラを行い、多くの人員が解雇されるという事態が起こった。その際に、そのリストラされた人員の一部を受け入れ、エウシュリーは有限会社エウクレイアへと移行することとなる。もともとのチーム自体が大作を作成するには明らかに人数不足であったため、移行以前よりも製作、進行を自由に行う事が出来るようになった。が、結果としてエウクレイアの発足、新たな体制での開発を行うための下準備等、開発外の事に多くの時間が割かれてしまい、上記のような結果となった。
現在のエウクレイア（エウシュリー+アナスタシア）はエウシュリー時代よりも早いスピードで開発を進めており、当初発表された4本のうち最後のタイトルとなった「戦女神VERITA」（開発コード：戦姫 EPISODE-4）については、2010年4月に発売となった。

## スタッフ
- 藤原行宏 - 代表取締役[20]。組長名義でも活動する[21]。
- 鳩月つみき - 原画。『戦女神』サブ原画からの参加[22]。
- やくり - 原画[23]。
- よしだたくま - 原画[23]。
- うろ - 原画[23]。
- 高杉九郎 - ディレクター、シナリオ[22]。
- 花咲樹木 - シナリオ。[24]
- 横比良こゆき - シナリオ[22]。
- 如月聖 - ディレクター[25]、シナリオ。
- JENNI - システムデザイナー[22]。

## 元スタッフ
- 夜ノみつき - 原画[23]。『珊海王の円環』からみつき名義から変更した[26]。2021年8月31日にエウシュリーを退職し、以後はフリーの立場で参加している。[27]